# Mind Bender
De Riddler Mind Bender is een stalen achtbaan in het Amerikaanse attractiepark Six Flags Over Georgia. Hij is geopend op 31 maart 1978 en is gebouwd door Anton Schwarzkopf. De minimale lengte om in de Riddler Mind Bender te mogen is 1,10 meter. De achtbaan ligt in het themagebied 'Gotham City'. In 1997 is de achtbaan, wegens de opening van het themagebied 'Gotham City' geverfd in de kleur groen. Dit is de kleur van de vijand van Batman, de Riddler. In 2020 werd de naam dan ook veranderd naar "Riddler Mind Bender" in plaats van alleen "Mind Bender".

## Algemene informatie
De Riddler Mind Bender heeft een baanlengte van 992 meter en een hoogte van 24 meter. Hij haalt een maximale snelheid van 80 kilometer per uur en de rit duurt twee minuten en 33 seconden. Verder bevat de baan nog twee loopings. De achtbaan heeft 2,8 miljoen dollar gekost. Op de Riddler Mind Bender rijden twee treinen met elk zeven karretjes. De capaciteit van de achtbaan is 28 personen en de capaciteit per uur is 1200 personen.

## Ongeluk
Op 3 juni 1984 is er een ongeluk gebeurd bij de Riddler Mind Bender. De achtbaan moest abrupt stoppen, waardoor vier mensen verwond naar het ziekenhuis werden vervoerd. De achtbaan werd gerepareerd en is daarna weer zonder problemen in gebruik genomen.